# Chaetodon falcula
Poisson-papillon à selles, Poisson-papillon faucille
Espèce
Synonymes
- Anisochaetodon falcula (Bloch, 1795)
- Chaetodon dizoster Valenciennes, 1831
- Tetragonoptrus dizoster (Valenciennes, 1831)

Statut de conservation UICN

 LC  : Préoccupation mineure
Chaetodon falcula, communément nommé Poisson-papillon à selles ou Poisson-papillon faucille, est une espèce de poissons marins de la famille des Chaetodontidae.
Le Poisson-papillon à selles est présent dans les eaux tropicales de l'océan Indien.
Sa taille maximale est de 20 cm.